# Vladimir Pavlović
Vladimir Pavlović (Trebižat, 29. rujna 1935. – Zagreb, 7. prosinca 1996.), bio je suvremeni hrvatski pjesnik iz Hercegovine. Osim pjesama, pisao je eseje, putopise, pripovjednu prozu i dramske tekstove. Pisao je publicističke radove s područja kulturnih i političkih zbivanja. 

## Životopis
U rodnom Trebižatu je završio pučku školu. Niže razrede gimnazije pohađao je u Mostaru i Čapljini, a Srednju poljodjelsku školu u Čapljini. Nakon toga je diplomirao na Višoj pedagoškoj školi u Mostaru 1958. Potom je kratko radio kao nastavnik hrvatskog jezika i književnosti u Čitluku, a poslije toga je tridesetak godina radio kao nastavnik hrvatskog jezika u Kuli Norinskoj. 
Većinu života je živio i radio u Metkoviću i njegovoj okolici. Od 9. lipnja 1991. do 7. kolovoza 1995. bio je predsjednik Matice hrvatske Metković. Pred kraj života obavljao je posao ravnatelja Gradskog kulturnog središta u Metkoviću. Godine 1996. izabran je za predsjednika Društva hrvatskih književnika Herceg Bosne, a na toj funkciji ga zatječe i smrt. 
Preminuo je 7. prosinca 1996. u Zagrebu. Pokopan je na groblju u Trebižatu.
Jedan je od sedmorice supotpisnika Sarajevske deklaracije o hrvatskom jeziku od 28. siječnja 1971. godine.
Uvijek je svojim osobnim i profesionalnim angažmanom pomagao Trebižatu i Društvu «Seljačkoj slozi». Mišlju je, riječju i djelom bio pravi Trebižaćanin, stekavši neizmjernu zahvalnost rodnog kraja. Danas čapljinska područna osnovna škola u Trebižatu nosi njegovo ime kao i osnovna škola u Čapljini.

## Djela
- Riječi, 1955.
- Elegija o kralju, 1966.
- Vrijeme vatre, 1968.
- Zamak u pljusku, 1972.
- Grivna, 1977.
- Zemlja zebnje, 1981.
- Korablja, 1984.
- Izabrane pjesme, 1984.
- Arka od Narone, 1985.
- Tmica, 1990.
- Mirta, 1990.
- Stigma, 1990.
- Geneza-retska plavet, 1992.
- Gral, 1994. (nagrada "Tin Ujević" 1995.)
- Kad su se koze smicale, 1994.
- Topot mrtvih konja, 1994.
- Requiem za uzaludne mrtvace, 1996.
- U Mayer-lingu, jedne zime, 1996.
- Getsemanska ura, 1997.[3]
- Posmrtno mu je objavljena zbirka pjesničkih proza i zapisa Ožiljci, ranjeni krajobrazi, 2001.

Zastupljen je u antologiji hrvatskih pjesnika Skupljena baština priređivača prof. dr. Stijepe Mijovića Kočana.
Za djelo Gral je 1995. dobio književnu nagradu Tin Ujević.

## Vanjske poveznice
- Domagoj Vidović, Vladimir Pavlović i Sarajevska deklaracija o hrvatskom jeziku, u: Vladimir Pavlović hrvatski književnik: zbornik 10. Neretvanskoga književnoga, znanstvenog i kulturnog susreta, Šešelj, Stjepan (ur.). Neretvanska riznica umjetnina i inih vrijednosti, Društvo hrvatskih književnika, Južnohrvatski ogranak DHK, Društvo hrvatskih književnika Herceg-Bosne, Hrvatska kulturna zaklada, Matica hrvatska Neum, Grad Čapljina, Hrvatsko slovo, Metković – Zagreb, 2015.